# Stuttgart 21

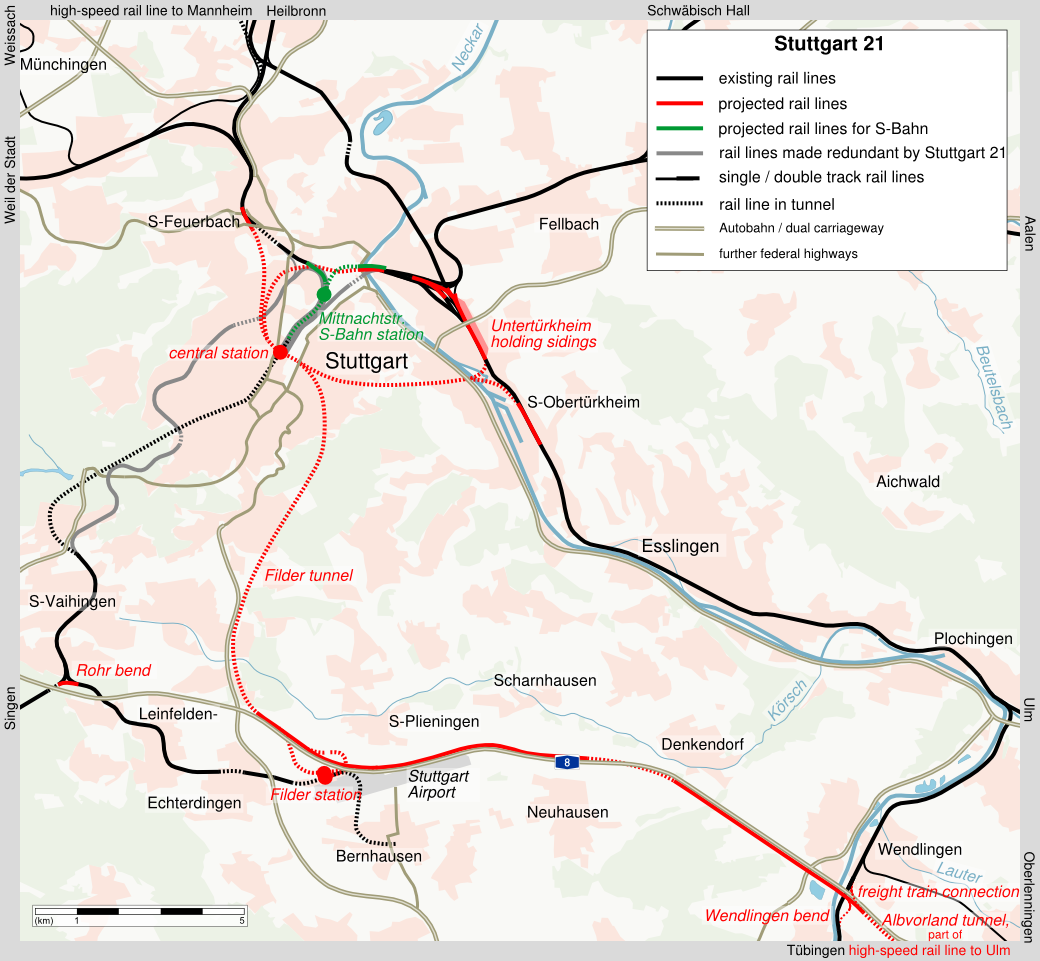
A Stuttgart 21 projekt áttekintő térképe

A Stuttgart 21 egy tervezett közlekedés- és városfejlesztési projekt, amely a stuttgarti vasúti csomópont teljes átépítését és újjászervezését tartalmazza. A mára már elkészült Wendlingen–Ulm nagysebességű vasútvonallal együtt hivatalosan Bahnprojekt Stuttgart–Ulmnak nevezik.
A projekt a stuttgarti vasúti csomópont teljes átszervezését és modernizálását foglalja magába. Az átalakítás központi eleme a stuttgarti főpályaudvar átépítése 17 vágányos fejpályaudvarból 8 vágányos földalatti átmenő pályaudvarrá. Ehhez minden irányból ki kell építeni a csatlakozó vonalakat is, amelyeket többnyire nagy sebességet lehetővé tevő alagutakban vezetnek. A feleslegessé váló felszíni vágányok helyén mintegy 100 hektárnyi terület szabadul fel, amit a városfejlesztési projektek rendelkezésére bocsátanak. Azonban az építkezést kezdetektől fogva nagy társadalmi ellenállás kíséri, így még kérdéses, hogy az eredeti tervekből mennyi valósul majd meg.
A projektet hivatalosan 1994 áprilisában jelentették be, a munkálatok azonban csak 2010. február 2-án indultak meg. A Deutsche Bahn eredetileg 2020-ban tervezte befejezni
2019-ben, a működés megkezdését 2025 decemberére várták, ami a kezdeti (2010-es) 2019-es becsléshez képest jelentősen távolabbi időpont. 2024-ben a projekt fő elemeinek megnyitási időpontját ismét kitolták, 2026 decemberére.
Az eredetileg 2,6 milliárd euróra tervezett költségek eltörpülnek az eddigi kiadásoktól, a vitatott projekt költségei a Der Spiegel 2022. február 6-i összeállítása szerint 9,2 milliárd euróra rúgnak. 

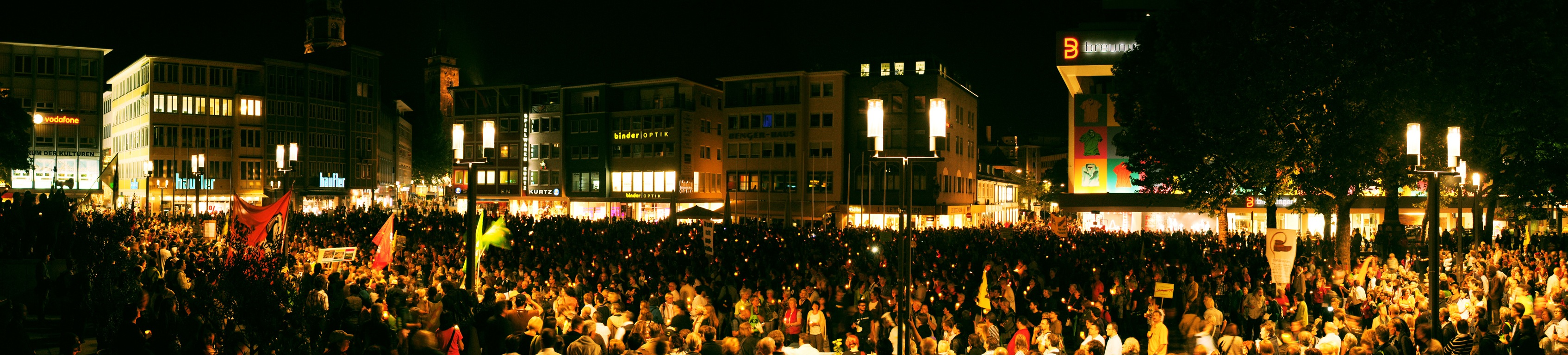
Stuttgart, 13. August 2010

## Fordítás
- Ez a szócikk részben vagy egészben a Stuttgart 21 című német Wikipédia-szócikk ezen változatának fordításán alapul.  Az eredeti cikk szerkesztőit annak laptörténete sorolja fel. Ez a jelzés csupán a megfogalmazás eredetét és a szerzői jogokat jelzi, nem szolgál a cikkben szereplő információk forrásmegjelöléseként.